# Willie Deane
Willie Deane (né le 23 février 1980 à Schenectady) est un joueur américano-bulgare de basket-ball évoluant au poste d'arrière.

## Carrière

### Universités
- 1998-1999 :  Eagles de Boston College
- 2000-2003 :  Boilermakers de Purdue (Big Ten Conference)

### Clubs
- 2003-2004 :  Ilisiakos BC (HEBA)
- 2004-2005 :  Türk Telekomspor (TBL)
- 2005 :  Virtus Bologne (LegA)
- 2005-2007 :  Spartak Primorie Vladivostok (Superligue)
- 2007-2008 :  Academic Sofia (Championnat de Bulgarie de basket-ball)
- 2000-2003 :  Žalgiris Kaunas (Big Ten Conference)
- 2009 :  Academic Sofia (Championnat de Bulgarie de basket-ball)
- 2009 :  Turów Zgorzelec (PLK)
- 2010 :  Academic Sofia (Championnat de Bulgarie de basket-ball)
- 2010-2011 :  SLUC Nancy (Pro A)
- 2011-2012 :  BC Odessa (Championnat d'Ukraine)
- 2012 :  Estudiantes Madrid (Championnat d'Espagne de basket-ball)
- 2012-2013 :  Khimik Youjne (Championnat d'Ukraine)
- 2013-2014 :  BC Krasny Oktyabr (VTB United League)
- 2014 :  Olimpia Milano (Championnat d'Italie de basket-ball)
- 2014-2015 :  Pallacanestro Varese (Championnat d'Italie de basket-ball)
- 2015 :  BC Krasny Oktyabr (VTB United League)
- 2015-2016 :  STB Le Havre (Pro A)
- 2016- :  BK Ventspils (Championnat de Lettonie de basket-ball)
- 2017-2018 :  Châlons-Reims Basket (Pro A)

## Palmarès
- Champion de Bulgarie avec Academic Sofia en 2008, 2009, 2010
- Coupe de Bulgarie  avec Academic Sofia en 2009
- Champion de France avec le SLUC Nancy basket en 2011